# St. Anna (Pritzwalk)

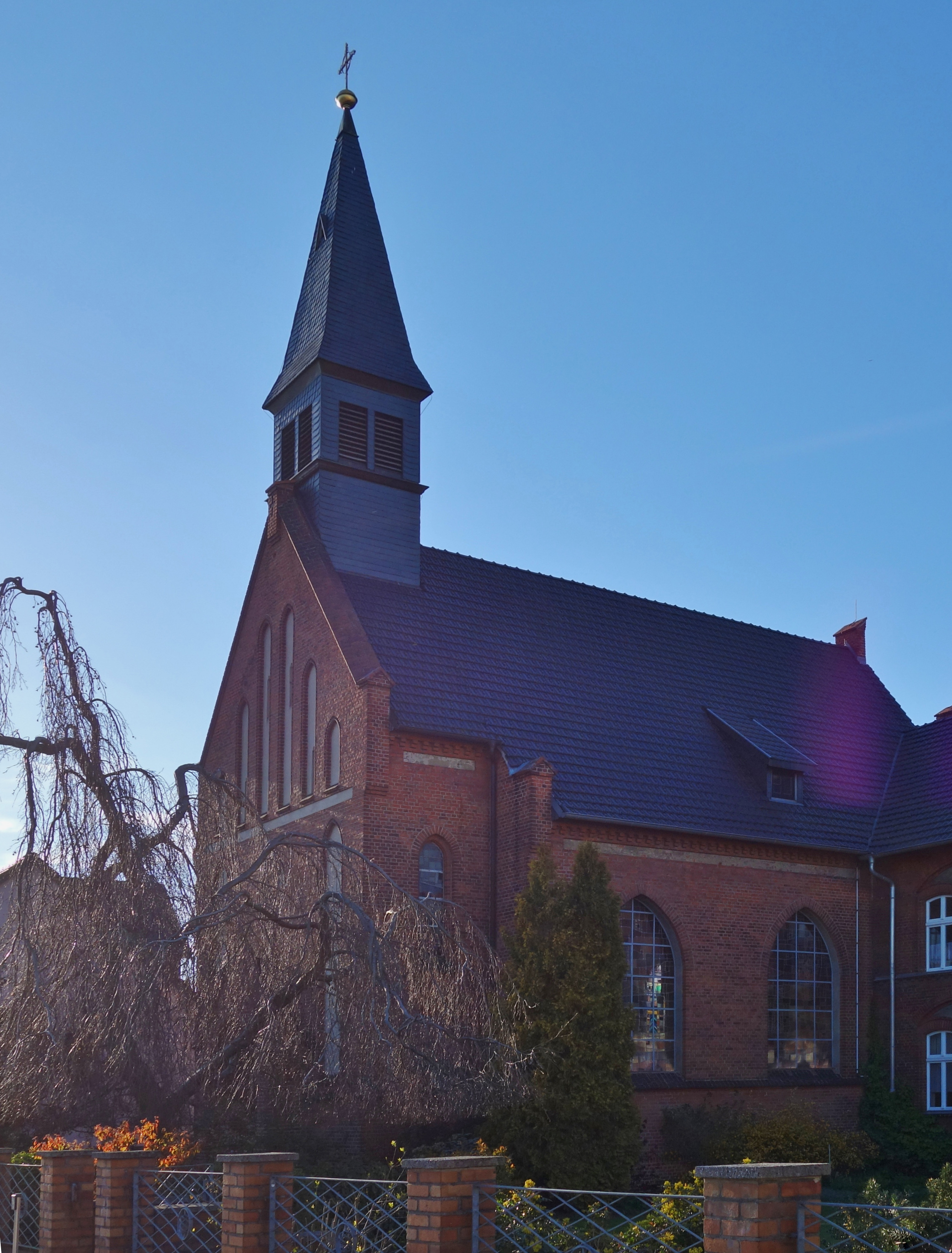
Pritzwalk, St. Anna

Die römisch-katholische, denkmalgeschützte Kirche St. Anna steht in Pritzwalk, einer Kleinstadt im Landkreis Prignitz von Brandenburg. 

## Beschreibung
Die neugotische Saalkirche wurde 1905–1906 aus Backstein-Mauerwerk errichtet. Sie besteht aus einem giebelständigen Langhaus und einem eingezogenen, gerade geschlossenen Chor im Norden. Aus dem Satteldach des Langhauses erhebt sich über dem leicht eingezogenen Joch im Süden ein quadratischer, schieferverkleideter Dachturm, der hinter den Klangarkaden den Glockenstuhl beherbergt und mit einem spitzen Helm bedeckt ist. Die Fassade im Süden ist mit Blenden verziert. Die Orgel wurde 1985 von der Alexander Schuke Potsdam Orgelbau als Opus 531 errichtet.
Bereits 1886 entstand das zweigeschossige Pfarrhaus im Heimatstil, das östlich des Langhauses liegt.